# Gerhard Puschnik
Gerhard Puschnik (* 16. Oktober 1966 in Feldkirch) ist ein österreichischer Eishockeyspieler und -trainer. Sein Sohn ist Kevin Puschnik.

## Karriere als Spieler
Gerhard Puschnik kommt aus dem Nachwuchs des VEU Feldkirch, für den er von 1982 bis 2000 in der Seniorenmannschaft spielte.
Mit der VEU Feldkirch wurde er mehrmals Österreichischer Meister und gewann die EHL 97/98 und den IIHF Super Cup 98. Nach einem zweijährigen Wechsel zum EHC Linz, spielte er erneut bis 2005 für die VEU Feldkirch und beendete dort seine aktive Spielerkarriere.
International spielte er in der österreichischen Eishockeynationalmannschaft bei den Olympischen Winterspielen 1988, 1994 und 1998 und bei den Eishockey-Weltmeisterschaften bei der B-WM 1987 bis B-WM 1992, bei der A-WM 1993 bis 1996, bei der B-WM 1997 und zuletzt bei der A-WM 1998.

## Karriere als Trainer
Gerhard Puschnik übernahm in der Schweiz für die Saison 1999/2000 das Traineramt beim SC Rheintal und für die Saison 2008/09 beim EHC Chur, bevor er in Österreich als Trainer von 2010 bis 2016 im Nachwuchs des EHC Linz bzw. bei der U20- bzw. U18-Eishockeynationalmannschaft arbeitete. Seit 2016 ist er der Trainer des KSV.